# Мурине
Мурине су насељено место у саставу града Умага у Истарској жупанији, Хрватска. До територијалне реорганизације у Хрватској налазиле су се у саставу старе општине Бује.

## Становништво
На попису становништва 2011. године, Мурине су имале 935 становника.

## Попис1991.
На попису становништва 1991. године, насељено место Мурине је имало 544 становника, следећег националног састава:
| Попис 1991.‍  | Попис 1991.‍  | Попис 1991.‍ | Попис 1991.‍ | Попис 1991.‍ |
| ------------ | ------------ | ----------- | ----------- | ----------- |
|              |              |             |             |             |
| Хрвати       | Хрвати       |             | 187         | 34,37%      |
| Италијани    | Италијани    |             | 117         | 21,50%      |
| Срби         | Срби         |             | 27          | 4,96%       |
| Словенци     | Словенци     |             | 16          | 2,94%       |
| Југословени  | Југословени  |             | 14          | 2,57%       |
| Муслимани    | Муслимани    |             | 7           | 1,28%       |
| Албанци      | Албанци      |             | 6           | 1,10%       |
| Украјинци    | Украјинци    |             | 4           | 0,73%       |
| Мађари       | Мађари       |             | 3           | 0,55%       |
| Аустријанци  | Аустријанци  |             | 1           | 0,18%       |
| остали       | остали       |             | 1           | 0,18%       |
| неопредељени | неопредељени |             | 19          | 3,49%       |
| регион. опр. | регион. опр. |             | 136         | 25,00%      |
| непознато    | непознато    |             | 6           | 1,10%       |
| укупно: 544  |              |             |             |             |